# مایکل ای. جکسون
مایکل آنتونی جکسون (به انگلیسی: Michael Anthony Jackson) (متولد ۱۹۶۳)یک دانشمند کامپیوتر و مشاور رایانش خصوصی در لندن، انگلستان می‌باشد. وی همچنین یک محقق نیمه وقت در آزمایشگاه تحقیقاتی ای‌تی اند تی فلورهام پارک، نیوجرسی آمریکا و استادراهنمای دانشگاه آزاد انگلستان می‌باشد.

## زندگی‌نامه
جکسون در مدرسه هارو درس خوانده است، جایی که تحت تعلیم کریستوفر استراچی بوده و اولین برنامهٔ کامپیوتری خود را نوشت. او در دانشگاه آکسفورد مطالعات کلاسیک (که در آنجا به "نوابغ" معروف است) خواند و با تونی هور، دانشجویی که ۲ سال از وی جلوتر بود، پیرو شدند. آن‌ها علاقهٔ یکسانی نسبت به منطق داشتند که یکی از دروس آکسفورد می‌باشد.
در دههٔ ۱۹۷۰، جکسون برنامه‌نویسی ساخت‌یافته جکسون (جی‌اس‌پی) را ایجاد کرد. در دههٔ ۱۹۸۰، به همراه جان کمرون توسعه سیستم جکسون (جی‌اس‌دی) را نیز ابداع کرد. سپس در دههٔ ۱۹۹۰، رویکرد قاب مشکل را ساخت. وی همچنین در همکاری با پالما زیو، "ترکیب ویژگی‌های توزیع شده" که یک ساختار مجازی برای مشخص‌سازی و اجرای خدمات ارتباط از راه دور است را ایجاد نمود.
در سال ۱۹۹۷، جکسون جایزه استیونس را برای روش‌های توسعه نرم‌افزار دریافت کرد.
پسر وی، دنیل جکسون نیز یک دانشمند کامپیوتر در مؤسسه فناوری ماساچوست می‌باشد.

## کار
جکسون چندین روش را ابداع کرده‌است. هر کدام از این روش‌ها از قبلی بخش بیشتری رو پشتیبانی کرده و ایده می‌سازد اما هنوز نسبت به روش بعدی ناقص است. با خواندن کتاب‌های وی به ترتیب، می‌توان به راحتی خط فکری وی را درک کرد.

### برنامه‌نویسی ساخت‌یافته جکسون
برنامه‌نویسی ساخت‌یافته جکسون (جی‌اس‌پی) اولین روش توسعه نرم‌افزاری بود که جکسون ایجاد کرد. این یک روش طراحی نرم‌افزار می‌باشد که در کتاب اصول طراحی برنامه به آن پرداخته شده‌است. جی‌اس‌پی طراحی برنامه‌های تکی را پشتیبانی می‌کند نه سیستم‌ها را.

### توسعه سیستم جکسون
توسعه سیستم جکسون (جی‌اس‌دی) دومین روشی بود که جکسون ایجاد کرد. در این روش بر خلاف جی‌اس‌پی، سیستم‌ها نیز در کنار برنامه‌ها طراحی می‌شوند. جی‌اس‌دی خواناترین روش برای سیستم‌های اطلاعاتی است، اما می‌تواند به آسانی به توسعه سامانه نهفته بی‌درنگ تعمیم یابد. توسعه سیستم جکسون در کتاب توسعه سیستم بررسی شده‌است.

### رویکرد قاب مشکلات
بررسی مشکلات یا رویکرد قاب مشکلات سومین روش ایجاد شده توسط جکسون است. این روش تلاش می‌کند تا تمامی نرم‌افزارها را پشتیبانی کند و نه فقط سیستم‌ها را. طرح اصلی این روش برای اولین بار در کتاب احتیاجات و مشخصات نرم‌افزار بیان شده و در قاب مشکلات به صورت کامل توضیح داده شد. اولین کارگاه جهانی پیشرفت‌ها و کاربردهای قاب مشکلات در بیست و ششمین کنفرانس بین‌المللی مهندسی نرم‌افزار(آی‌سی‌اس‌ایی) در ادینبرو اسکاتلند برگزار شد.

## کتاب‌ها
بخشی از تألیفات مایکل جکسون به قرار زیر می‌باشد:
- ۱۹۷۴، اصول طراحی برنامه.[۸]
- ۱۹۸۳، توسعه سیستم.[۹]
- ۱۹۹۵، احتیاجات و مشخصات نرم‌افزار.[۱۰]
- ۱۹۹۷، فرایند اجرای کسب و کار.[۱۱]
- ۲۰۰۱، قاب مشکلات: بررسی و ساختاردهی مشکلات توسعه نرم‌افزار.[۱۲]